# تشارلز جايسون غوردون
تشارلز جايسون غوردون (بالإنجليزية: Charles Jason Gordon)‏ هو كاهن كاثوليكي باربادوسي، ولد في 17 مارس 1959 في بورت أوف سبين في ترينيداد وتوباغو.